# Electra (Galdós)
Electra es una obra de teatro de Benito Pérez Galdós, en cinco actos, estrenada el 30 de enero de 1901. Plantea la personal versión del escritor canario del mito llevado a tragedia sucesivamente por Esquilo, Sófocles y Eurípides, y recuperado en numerosas ocasiones a lo largo de la historia de la cultura. Su planteamiento, comenta Pedro Ortiz-Armengol —presidente de la Asociación Internacional de Galdosistas desde 1990 hasta su muerte—, fue un "duro alegato contra los poderes de la Iglesia y contra las órdenes religiosas que la servían" en un momento histórico en el que en España, tras los avances liberales del periodo 1868-1873, crecía de nuevo la influencia de los intereses políticos del Vaticano.
El propio autor, Galdós, se explicaba en una entrevista publicada en el Diario de las Palmas del 7 de febrero de 1901 (y recogida por Stanley Finkenthal):

«En Electra puede decirse que he condensado la obra de toda mi vida, mi amor a la verdad, mi lucha constante contra la superstición y el fanatismo, y la necesidad de que olvidando nuestro desgraciado país las rutinas, convencionalismos y mentiras, que nos deshonran y envilecen ante el mundo civilizado, pueda realizarse la transformación de una España nueva que, apoyada en la ciencia y la justicia, pueda resistir las violencias de la fuerza bruta y las sugestiones insidiosas y malvadas sobre las conciencias.»

La reacción de la España tradicionalista y conservadora, para asombro del propio Galdós, fue mucho más sonora de lo que él había esperado, provocando lo que galdosistas como Finkenthal, Berkowitz o el propio Pedro Ortiz-Armengol han analizado y entendido como una conspiración ultramontana orquestada desde la Santa Sede, para conseguir que el genio literario de Galdós no fuera reconocido con el Premio Nobel de Literatura.

## Contexto histórico

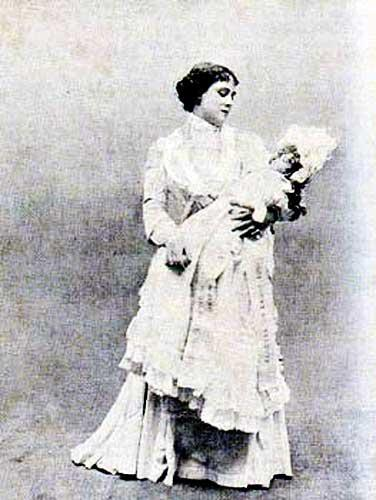
La actriz Matilde Moreno en el papel de Electra. Fotografía publicada en la revista El Teatro (abril de 1901).

El estreno en España de la Electra de Galdós fue contemporáneo de la puesta en escena por Stanislavski de Las tres hermanas, de Chéjov, un hito en la historia del teatro del inicio del siglo XX. Por razones diferentes, el estreno de Galdós también fue sonado en su momento, en virtud de la "inspiración anticlerical de la obra que, al parecer, partía de las ideas que había propuesto Canalejas frente al gobierno Silvela un año antes". Lo cierto es que los ideales regeneracionistas del escritor, con una heroína que echaba por tierra siglos de oscurantismo y fanatismo, no solo fueron del gusto del público sino que el estreno de Electra supuso una auténtica bomba teatral.
El estreno de Electra, además, estuvo rodeado por otras circunstancias que ayudaron a convertirlo en un escándalo nacional con las dos Españas tradicional y eternamente enfrentadas como auténticas protagonistas del drama —y 36 años después, tragedia—; circunstancias de orden internacional como la ley de asociaciones que en aquellos años se estaba discutiendo en el Parlamento francés, y que iba a producir una avalancha hacia España de congregaciones católicas expatriadas de suelo galo (especie de segunda invasión francesa que en círculos liberales despertaba tanto o más pánico que el que había producido la napoleónica en la médula del pueblo español).

### El "caso Ubao"

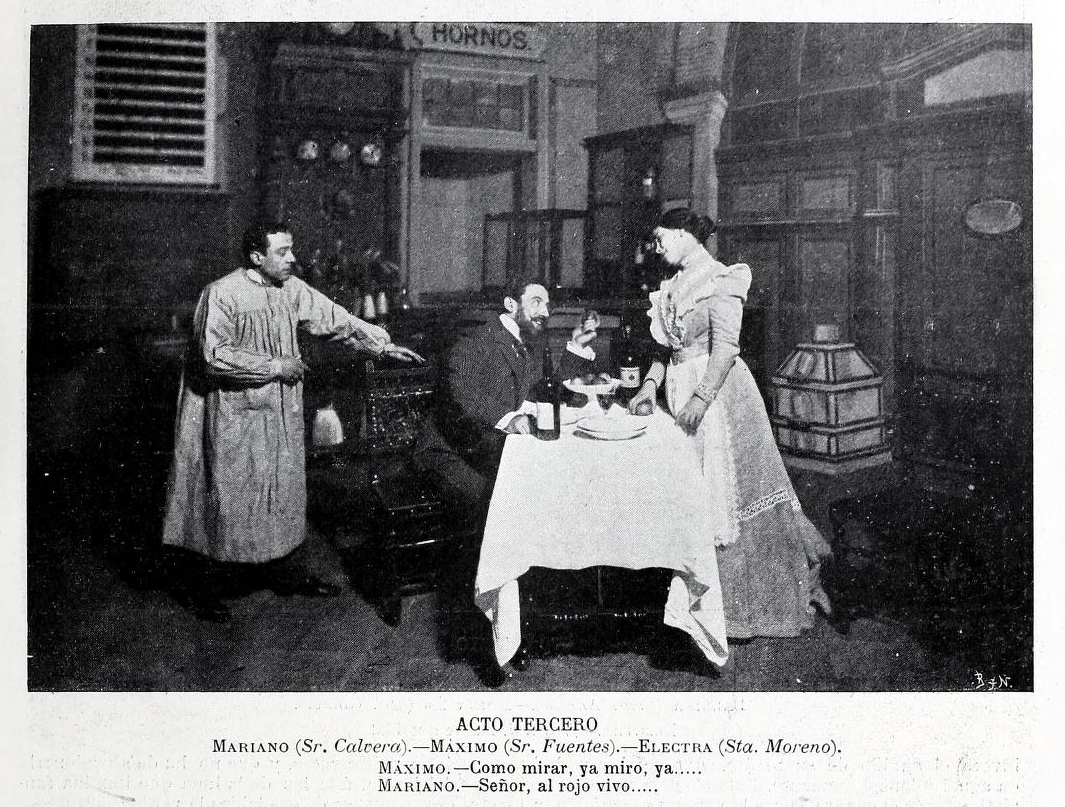
Acto tercero

Pero el agente externo que al parecer más influyó en la desproporcionada repercusión de Electra en la sociedad española del inicio del siglo XX fue el llamado "caso Ubao", un suceso que había acaparado la morbosidad de la prensa nacional en los meses anteriores al estreno. Lo constituía el proceso de Adelaida de Ubao e Icaza, muchacha de familia rica y católica, hija de viuda, que había sido sugestionada —según algunas fuentes— por el jesuita padre Cermeño para entrar en un convento, resolución que la niña Adelaida puso en práctica fugándose de su casa e ingresando en el convento de Esclavas del Corazón de Jesús. La madre, al conocer la jugada, presentó demanda ante el juzgado argumentando que la 'captación' se había hecho en razón de la jugosa herencia de la jovencita y que, además, las dichas Esclavas carecían de existencia legal y no constituían "estrictamente" una comunidad religiosa. El "caso Ubao" acabó en el Supremo, donde Nicolás Salmerón, como representante de la posición familiar y aduciendo como razón que Adelaida no había cumplido la edad legal de 25 años para poder 'tomar estado', pidió la anulación de la resolución judicial que había fallado en favor del convento, empeñado en retener a la novicia. Hay que anotar que el letrado que Salmerón tenía enfrente, como abogado de la señorita Ubao, era Antonio Maura. Todo esto ocurría en diciembre de 1900, un mes antes del estreno de Electra.

### Elaboración y estreno
Siendo aún una idea, Electra fue rechazada por los actores-empresarios María Guerrero y Fernando Díaz de Mendoza por considerar que el tema podría escandalizar a su público habitual. Atendió entonces Galdós una solicitud hecha por Federico Balart, desde la directiva del Teatro Español, llevando la idea al libreto teatral Electra durante su veraneo santanderino de 1900 y entregándola al empresario en octubre de aquel año.
Leída y ensayada la obra, lo más difícil fue resolver en la puesta en escena las apariciones de los espectros que ponen el toque fantástico al melodrama y que finalmente se resolvió con un ingenioso juego de espejos. Un clima de tensión social precedía al estreno.

### La noche del estreno
Cuenta Baroja en sus Memorias que la mayoría de los escritores jóvenes se habían conjurado en defensa de Galdós y su obra, de tal modo que en la noche del estreno ocupaban localidades estratégicas. "Comenzó el drama en medio de una gran expectación. El público temía que pasara algo. En uno de los momentos en que aparece un fantasma, Azorín me agarró del brazo, y vi que estaba conmovido. Cuando el joven ingeniero (Máximo) derriba a Pantoja, Maeztu, desde el paraíso, con voz tonante, dio un terrible grito de ¡Abajo los jesuitas!"
Cuando tras varias interrupciones de orden o solicitando al autor, cayó el telón al final de la obra, "el frenesí se apoderó del sector adicto de los espectadores, que eran mayoría. Los hombres se pusieron en pie y gritando, agitaban sus sombreros (entre ellos, en la tercera fila, el exministro Canalejas. Muchas señoras, desde sus asientos, agitaban sus pañuelos. Otros testimonios apuntan que Valle-Inclán lloró durante la representación..." Al parecer no faltaron los enfrentamientos entre luises y jóvenes anticlericales, pero no llegaron a las manos. Los reporteros del diario El País (Baroja y Maeztu entre ellos), uno de los más radicales de la prensa madrileña de la época, recogían opiniones entre el público asistente con vistas al número extraordinario que se publicaría al día siguiente del estreno. Unamuno, que no estuvo presente en este estreno pero leyó la crítica de El Imparcial del 1 de febrero, escribió una carta a Galdós felicitándole y deseándole muchas noches de éxito.
Las crónicas publicadas en El Día, El Correo y La Correspondencia de España, recogieron con pareja fantasía periodística el paseo de la numerosa —y en cantidades variables— comitiva que, concluida la función, acompañó a Galdós hasta su domicilio en la calle de Hortaleza en un nocturno y escandaloso desfile.

### Consecuencias y respuestas varias

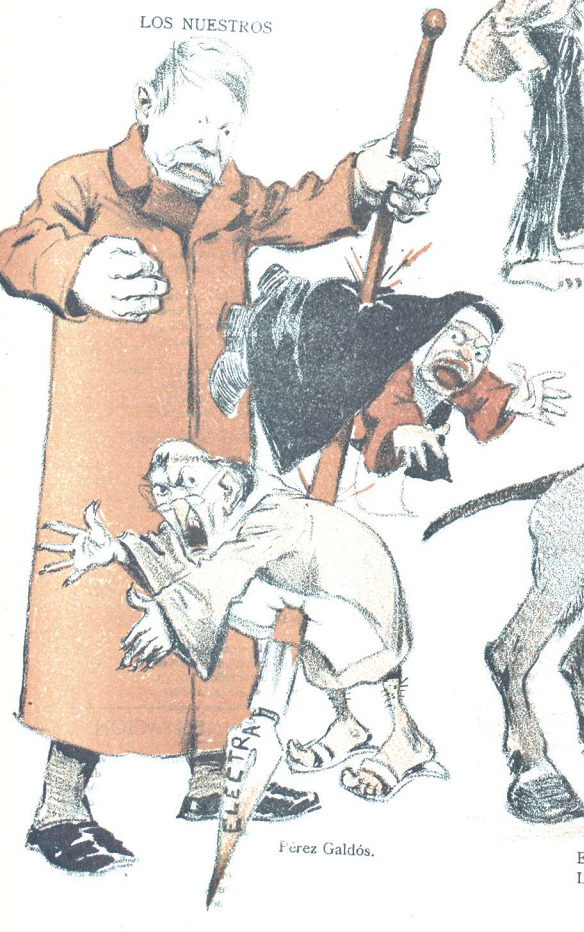
Caricatura en Don Quijote, donde se representa a Galdós ensartando con una pluma-lanza —denominada Electra— a un clérigo y una monja.

Las noticias, crónicas y demás batallas literarias y periodísticas que siguieron al estreno de Electra podrían formar un volumen aparte en la bibliografía de Galdós. Como se ha narrado, resulta notable que entre la lista de protagonistas, antes, durante y tras la representación, estén algunos de los miembros esenciales de la Generación del 98, entonces jóvenes exaltados, como Pío Baroja, Azorín y Ramiro de Maeztu.
El éxito político-literario del melodrama galdosiano llenó el Teatro Español de un público compuesto tanto por ministros del gobierno como por obreros de la sociedad "El Porvenir del Trabajo", sita en la cercana calle del Horno de la Mata. En provincias, los entusiasmos y los sabotajes no pudieron evitar la creciente popularidad de Electra que, según datos de la prensa contemporánea, había vendido veinte mil ejemplares en toda España al mes y medio de su estreno (y que en vida de Galdós llegarían a los cien mil). La obra se tradujo aquel mismo año de 1901 al alemán, holandés y portugués, y más tarde en Estados Unidos, al inglés en tres versiones distintas; a ello había que añadir las ediciones en Argentina y México.
Los desórdenes, manifestaciones y en algunos casos altercados públicos que producía el estreno y representación de la obra, sirvieron de pretexto para su prohibición en varias diócesis, acompañada de encendidas pastorales a cargo de los obispos con la consigna general de "el liberalismo es pecado", o que ver y oír Electra era pecado mortal. Ha quedado noticia de maniobras para comprar todos los boletos de la representación (por uno u otro bando), sobornos para suspender la función, intentos de soborno a los actores, o sabotaje de taquillas (como ocurrió en el estreno en la localidad zamorana de Toro. También proliferaron las peticiones de protección para jesuitas y edificios de dicha orden, ante la beligerancia de exaltados de muy distintas clases sociales (los estudiosos del proceso incluyen en las listas a personajes como Ramiro de Maeztu y Blasco Ibánez).
En Las Palmas de Gran Canaria, patria chica de Galdós, el Teatro Tirso de Molina, tras el estreno de Electra en 1902, pasó a llamarse Teatro Pérez Galdós, nombre que en el siglo XXI aún conservaba.
Electra también viajó a América, visitando varias capitales del continente (en Buenos Aires se representó simultáneamente en tres salas distintas), y llegó hasta Manila, en Filipinas. En Europa, visitó Alemania, Rusia, Austria, Italia y Bélgica. París, donde el tema de Electra se consideró en principio anacrónico, vio cómo se estrenaba finalmente en 1904 por empeño personal del propio autor.

## Trama

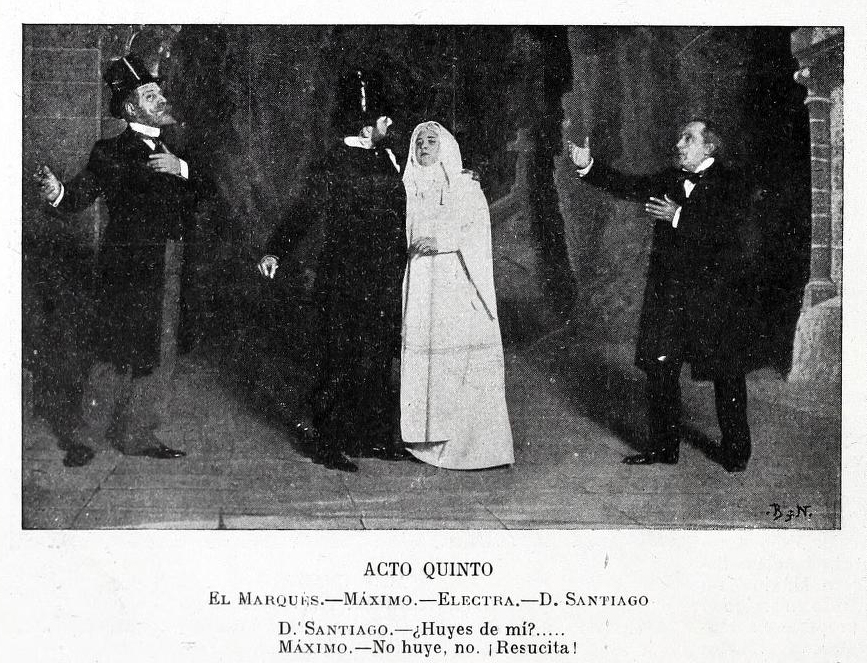
Acto quinto

La protagonista del drama, Electra, es una joven de dieciocho años de padre desconocido, que, tras la muerte de su madre, Eleuteria, fue acogida por una tía, Evarista, y su marido, don Urbano (es fácil percibir que los nombres de los personajes femeninos del drama empiezan por E). Electra conoce al sobrino de Evarista, Máximo (un científico modelo y perfecto, viudo con dos niños pequeños, y liberal), y se enamora de él. Confiando sus sentimientos a don Salvador de Pantoja —"tétrico personaje"— este le 'descubre' a Electra que Máximo y ella son hijos de Eleuteria y por lo tanto hermanos, pero sin confesarle las relaciones que había mantenido con su madre, fruto de las cuales ella podría ser su hija. La perfidia del malvado Pantoja lleva a aconsejar a Electra que se recluya en el convento donde precisamente está enterrada su madre. Lo que no podía imaginar él es que allí se le aparecerá Eleuteria, para revelarle que los rumores que la atormentan son falsos y aconsejarla abandonar el convento: 

"Si el amor conyugal y los goces de la familia solicitan tu alma, déjate llevar de esa dulce atracción, y no pretendas aquí una santidad que no alcanzarías, Dios está en todas partes..."
Electra (final de la escena Novena del Quinto y último acto)

Al final, triunfará el "amor sobre el fanatismo, la verdad sobre la mentira, la luz sobre el oscurantismo, el liberal Máximo sobre el conservador Pantoja."

## Personajes y elenco del estreno en el Teatro Español de Madrid, el 30 de enero de 1901
| Personaje                                      | Intérprete              |
| ---------------------------------------------- | ----------------------- |
| Electra (18 años)                              | Matilde Moreno          |
| Evarista (50 años) esposa de Don Urbano        | Emilia Llorente         |
| Máximo (35 años)                               | Francisco Fuentes       |
| Don Salvador de Pantoja (50 años)              | Ricardo Valero          |
| El Marqués de Ronda (58 años)                  | Fernando Altarriba      |
| Don Leonardo Cuesta, agente de bolsa (50 años) | Ramón Vallarino         |
| Don Urbano García Yuste (55 años)              | José Sala Julién        |
| Mariano, auxiliar de laboratorio               | José Culverra           |
| Gil, calculista                                | Julio del Cerro         |
| Balbina, criada vieja                          | María Anaya             |
| Patros, criada joven                           | Antonia Arévalo         |
| José, criado viejo                             | Fernando Calvo          |
| Sor Dorotea                                    | Consuelo Badillo        |
| Un operario                                    | Sixto Coduras           |
| La sombra de Eleuteria                         | Florentina A. del Valle |

### Otras representaciones
- Teatro Ruzafa, Valencia, 1925. Intérpretes: María Banquer.
- Teatro Español, Madrid, 1937. Intérpretes: Montserrat Blanch, Manolo González, José Rivero, Consuelo Pastor, María Robles Bris.
- Teatro Español, Madrid, 2010. Intérpretes: Sara Casasnovas, Miguel Hermoso Arnao, Antonio Valero, Maru Valdivieso.